# Autorretrato. Entre el reloj y la cama
Autorretrato. Entre el reloj y la cama es un autorretrato de 1940-1943 de Edvard Munch, y uno de sus últimos trabajos importantes. Se representa como un hombre anciano e infeliz. Detrás de él se ve su estudio, una habitación luminosa llena de cuadros anteriores, pero él se ha colocado en la puerta del dormitorio, entre el reloj y la cama, simbolizando el inevitable paso del tiempo y donde finalmente se acostará por última vez.